# 胜利游戏
胜利游戏（Victory Games，前称BioWare Victory）是成立于2010年的电子游戏开发工作室。自美国艺电洛杉矶重组成了新的开发组危险距离并开始专注于荣誉勋章系列的开发工作，美国艺电组建了新的工作室名为胜利游戏以继续命令与征服系列后作的开发。胜利游戏的总经理是来自Trion Worlds的乔·万·坎赫姆。在2011年12月至2012年9月期间胜利游戏曾是BioWare的一部分，并以“BioWare Victory”为名。

## 历史
美国艺电於2011年VGA上披露已着手发开《命令与征服：将军2》。该游戏是新成立的名为“BioWare Victory”的工作室所开发的第一款电子游戏。2012年8月15日，《将军2》被宣布转为免费游戏并更名为《命令与征服》。就此，《命令与征服》成为胜利游戏的第一款电子游戏，也使胜利游戏成为继西木工作室和美国艺电洛杉矶工作室（DICE洛杉矶前身）后，第三个负责“命令与征服”系列游戏开发的工作室。

## 游戏
| 名称       | 年份 | 引擎  | 平台              | 备注     |
| ---------- | ---- | ----- | ----------------- | -------- |
| 命令与征服 | 2013 | 寒霜3 | Microsoft Windows | 停止开发 |